# Angelica pubescens
La shishiudo (Angelica pubescens Maxim., 猪独活, sin. Angelica polyclada) es una especie de planta medicinal de la familia de las apiáceas. Es originaria de Japón.

## Descripción
Es una planta herbácea perenne que alcanza los 1-2 m de alturas con hojas tripinnadas de  1 m de longitud, los foliolos tienen 5-10 cm de largo. Las flores son de color blanco y se producen en unas grandes umbelas.
Los tallos jóvenes y las hojas son comestibles. Shishiudo se confunde, muy a menudo, con Aralia cordata.

## Propiedades
Indicaciones: en la Medicina tradicional china se usa para tratar problemas de riñón y vejiga. Dolor, agarrotamiento y calambres musculares y de tendones. No usar si hay insuficiencia de calor o es una persona yin. Entre 3 y 9 g diarios.

## Taxonomía
Angelica pubescens fue descrita por Carl Maximowicz y publicado en Bulletin de l'Academie Imperiale des Sciences de Saint-Pétersbourg xxiv. (1878) 34.
Etimología
Ver: Angelica
pubescens: epíteto que significa "convirtiéndose en peluda".
Sinonimia
- Angelica myriostachys Koidz.
- Angelica polyclada Franch.
- Angelica schishiudo Koidz.[4]